# فراس سعيد
فراس سعيد (مواليد 15 أبريل ١) ممثل أرجنتيني من أصول سورية، شارك في الدراما المصرية. عمل قبل دخوله مجال التمثيل مديرًا فنيًا في بعض الإعلانات وفي الأغنيات المصورة وكمهندس ديكور لبعض المسلسلات.

## النشأة
ولد فراس في 15 أبريل 1966 في السودان لأبوين من سوريا. عاش طفولته متنقلاً بين عدة دول منها إسبانيا، إيطاليا وأنجلترا بحكم عمل والده كسفير. عاش فراس مراهقته في الأرجنتين وحصل على جنسيتها وأتم هناك تعليمه الجامعي في قسم هندسة العمارة في جامعة بلغرانو وانتقل بعدها إلى مصر حيث استقر بها وتعلم اللغة العربية التي لم يكن يعرفها إلا عن طريق الفن المصري.

## أعماله

### مسلسلات
- 2011: الجامعة
- 2012: سر علني
- 2013: فض اشتباك
- 2013: فرح ليلى
- 2013: حكاية حياة
- 2014: فرصة ثانية
- 2015: من الجاني
- 2015: ظرف أسود
- 2015: ذهاب وعودة
- 2015: الصعلوك
- 2015: أريد رجلا الجزء الأول
- 2015: أريد رجلا الجزء الثاني
- 2016: شطرنج الجزء الثالث
- 2016: 7 أرواح
- 2016: جريمة شغف
- 2016: المغني
- 2017: حجر جهنم
- 2017: اللهم اني صايم
- 2017: اختيار إجباري
- 2018: للحب فرصة أخيرة
- 2018: كأنه إمبارح
- 2018: ضد مجهول
- 2018: الدولي
- 2019: نصيبي وقسمتك
- 2019: بلا دليل
- 2019: ابن أصول
- 2020: جمال الحريم: المكتوب
- 2020: إلا أنا
- 2020: إسود فاتح
- 2021: وادى الجن (الكهف)
- 2021: ملوك الجدعنة
- 2021: ليه لأ الجزء الثاني
- 2021: زي القمر الجزء الثاني
- 2021: حي السيدة زينب
- 2022: وادي الجن الجزء الثاني
- 2022: شغل في العالي
- 2022: دنيا تانية

### أفلام
- 1999: فتاة من إسرائيل
- 2007: عمليات خاصة
- 2011: واحد صحيح
- 2014: المعدية
- 2014: الفيل الأزرق
- 2018: علي بابا
- 2019: قصة حب
- 2019: حملة فرعون
- 2020: ريما

## وصلات خارجية
- فراس سعيد على موقع قاعدة بيانات الأفلام العربية